# Peer Günt
Peer Günt es una banda hard rock procedente de Kouvola, Finlandia. La banda se formó en 1976 y se hizo famosa en 1980 con tres álbumes: Peer Günt (1985), Backseat (1986) y Good Girls No... (1987). 

## Miembros
- Timo Nikki (vocalista, guitarra)
- Pete Pohjanniemi (bajo)
- Sakke Koivula (batería)

## Discografía

### Álbumes en estudio
- Peer Günt (1985)
- Backseat (1986)
- Good Girls Don't... (1987)
- Fire Wire (1988)
- Don't Mess With The (1990)
- Smalltown Maniacs (1994)
- No Piercing, No Tattoo (2005)
- Guts And Glory (2007)

### Colección
- "Years On The Road" (1989)
- "Golden Greats" (1997)
- "Loaded" (2002)
- "Bad Boys Are Here - Anthology" (2006)